# Medingėnai
Medingėnai – wieś na Litwie, w okręgu telszańskim, w rejonie retowskim. Według danych z 2001 roku wieś zamieszkiwało 396 osób. Przez wieś przypływa rzeka Minia.
Po raz pierwszy wieś została wspomniana w 1253. W czasach Wielkiego Księstwa Litewskiego Medingėnai były majątkiem, którym od 1527 rządził starosta żmudzki Stanisław Kieżgajło. W 1877 we wsi urodziła się Marija Pečkauskaitė. W 1923 wieś liczyła 236 mieszkańców, a w 1989 we wsi mieszkały 436 osoby. W 2015 został zatwierdzony herb wsi.
We wsi znajduje się poczta, punkt medyczny, szkoła podstawowa, dom kultury oraz biblioteka.